# ضيفد قليل البذور
ضيفد قليل البذور (الاسم العلمي: Dyschoriste oligosperma) هو نوع من النباتات يتبع جنس الضيفد من الفصيلة الأقنتية.